# دهستان بروانان مرکزی
دهستان بروانان مرکزی، یکی از دهستان‌های بخش مرکزی شهرستان ترکمانچای در استان آذربایجان شرقی ایران است. مرکز این دهستان، روستای خواجه‌غیاث است.

## جمعیت
بر پایه سرشماری عمومی نفوس و مسکن در سال ۱۳۹۵، جمعیت دهستان بروانان مرکزی برابر با ۱٬۷۲۱ نفر بوده است.